# Wacław Krzyżanowski (architekt)
Wacław Krzyżanowski (ur. 22 stycznia 1881 w Warszawie, zm. 12 marca 1954 w Krakowie) – profesor, polski architekt okresu międzywojennego, autor projektów licznych gmachów użyteczności publicznej, w tym obiektów sakralnych, także rezydencji prywatnych. Nauczyciel, członek RGO, YMCA, mason.

## Życiorys
Syn Mikołaja Krzyżanowskiego i Teofili Kamieńskiej. Córki: Helena i Maria.
W 1904 ukończył studia na Wydziale Architektury Politechniki Lwowskiej. Studiował także w Paryżu w École des Beaux-Arts i  École des Arts Décoratifs oraz odbywał praktykę u Ignacego Sowińskiego w Wiedniu.  Do 1914 pracował u Józefa Pakiesa, po zakończeniu I wojny światowej (1919) został inspektorem odbudowy kraju, a rok później dyrektorem robót publicznych dla odbudowy w Krakowie i jednocześnie członkiem Rady Państwowej dla Odbudowy Polski. W latach 1921–1943 profesor Państwowego Instytutu Sztuk Plastycznych. W 1935 był członkiem krakowskiej loży wolnomularskiej Przesąd Zwyciężony. Członek SARP O. Kraków (do 1938).
Pochowany na cmentarzu Rakowickim (kwatera 25-wsch-po prawej Filochowskich).

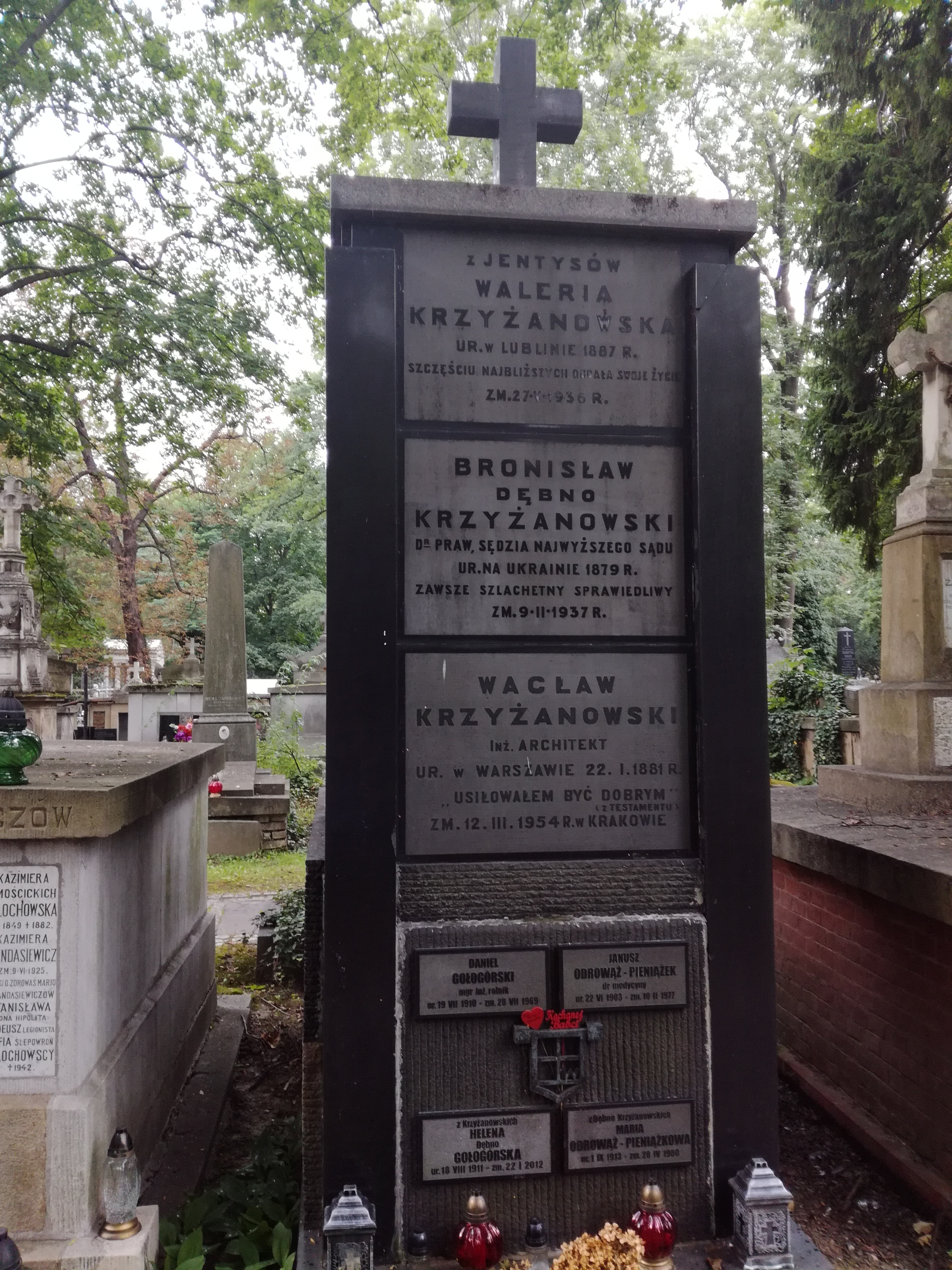
Grób Wacława Krzyżanowskiego na cmentarzu Rakowickim

## Ordery i odznaczenia
- Złoty Krzyż Zasługi (11 listopada 1936)[5]

## Realizacje
(wybrane realizacje autorstwa Wacława Krzyżanowskiego)
- Pałac Tarnowskich w Tarnobrzegu (1931)
- Kościół św. Stanisława w Chmielowie (1923–1926)
- Kościół św. Stanisława Kostki w Krakowie na Dębnikach (1932–1938)[8]
- Akademia Górniczo Hutnicza w Krakowie – gmach A-0 (razem ze Sławomirem Odrzywolskim i Marianem Heitzmanem) (1922–1936)[9][10]
- Gmach YMCA, Kraków ul. Krowoderska 8 (1926)[11]
- Gmach Biblioteki Jagiellońskiej w Krakowie (1931–1939)[12]
- Kościół św. Mikołaja w Brzezinach (rozbudowa 1933)
- Dawny Szpital Okulistyczny w Witkowicach, Kraków ul. Dożynkowa 61 (1928)[13]
- Willa Kronenbergów, Kraków ul. Kościelna 3 (1928)[14]
- Gmach Izby Skarbowej (1921–1925)[15], Kraków ul. Skarbowa 1, obecnie znajduje się tam Szpital Specjalistyczny im. J. Dietla
- Gmach Związku Młodzieży Rękodzielniczej i Przemysłowej (lata 20. XX w.)[15]Kraków ul. Skarbowa 2
- Budynek dawnego Banku Rolnego, Kraków ul. Dunajewskiego 8 (1938)

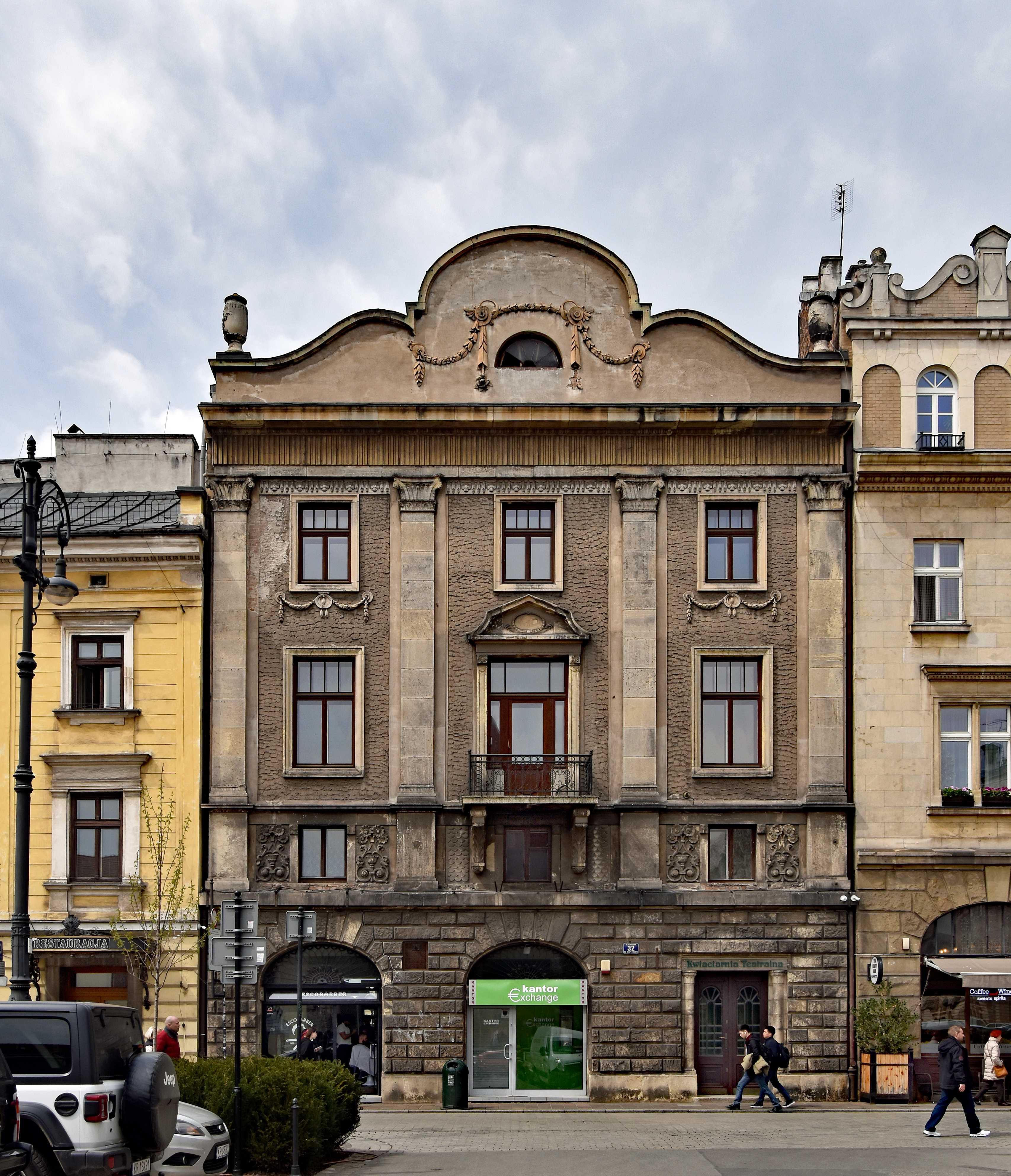
Dom Pollerów Kraków   ul. Szpitalna 32, 1909
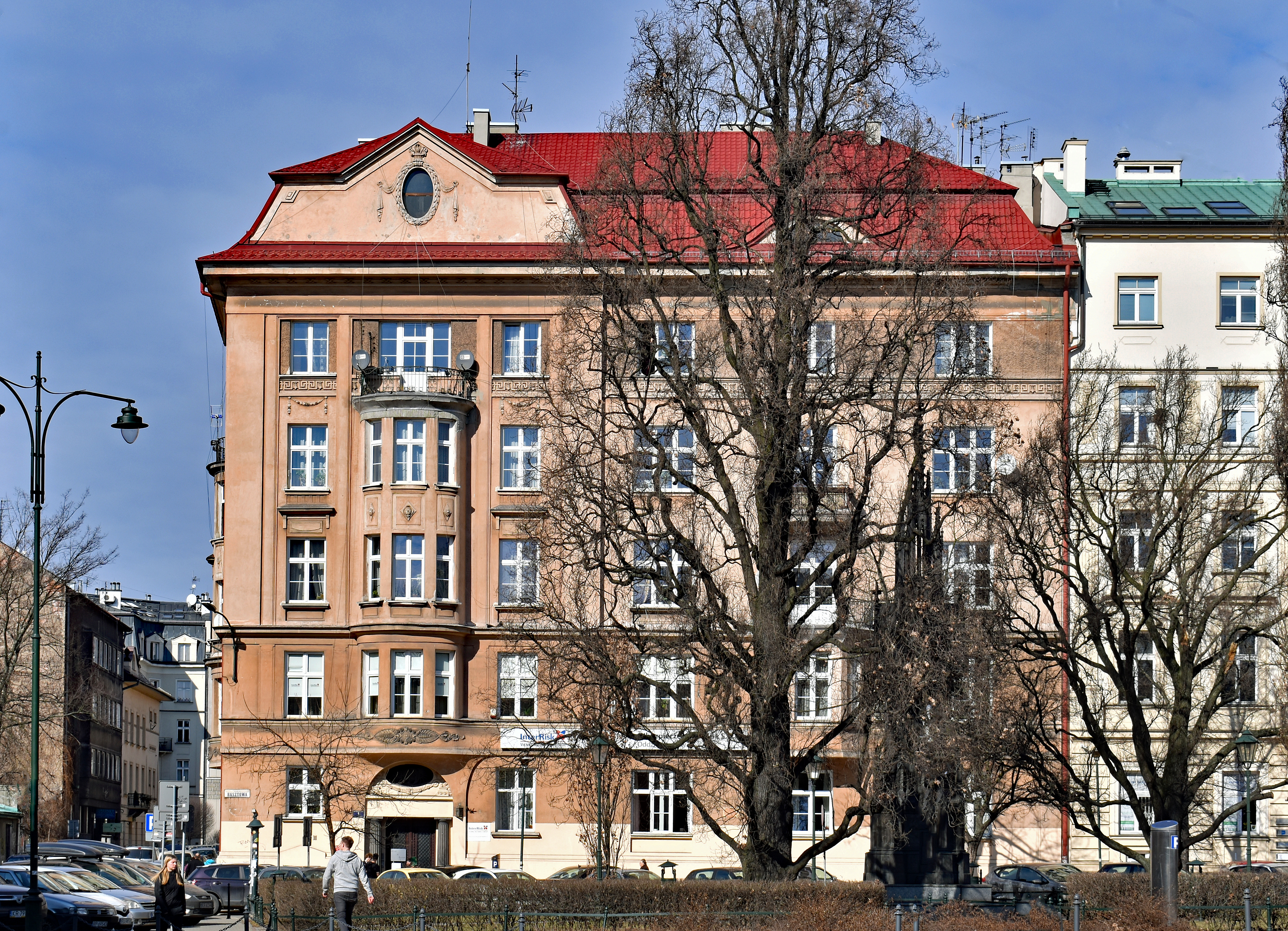
Dom Popielów. Kraków  ul. Basztowa 1–2 ( ul. Asnyka 1), 1908
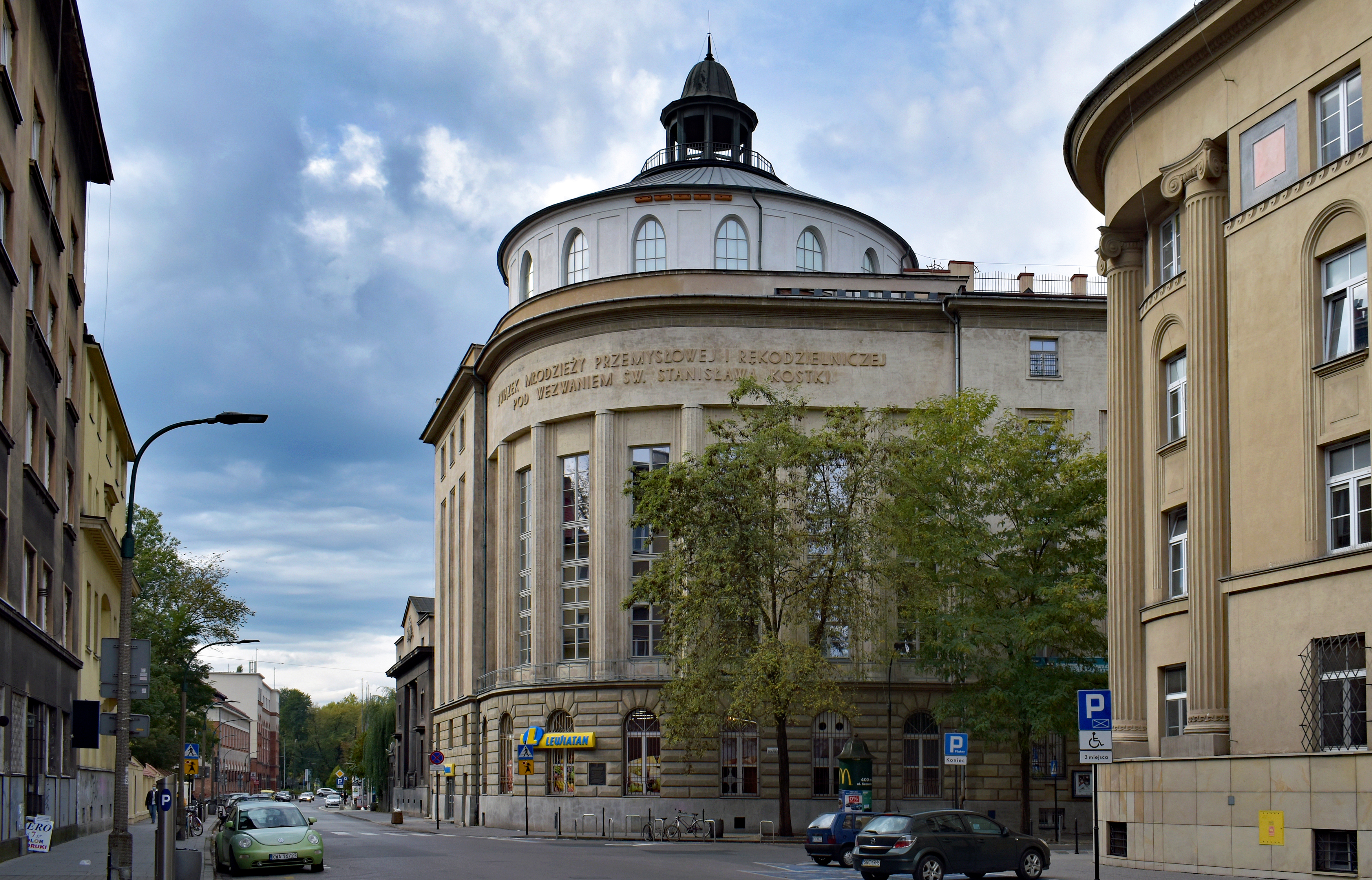
Gmach Związku Młodzieży Rękodzielniczej i Przemysłowej Kraków ul. Krupnicza 29 (ul. Skarbowa 2–4), 1920-1939
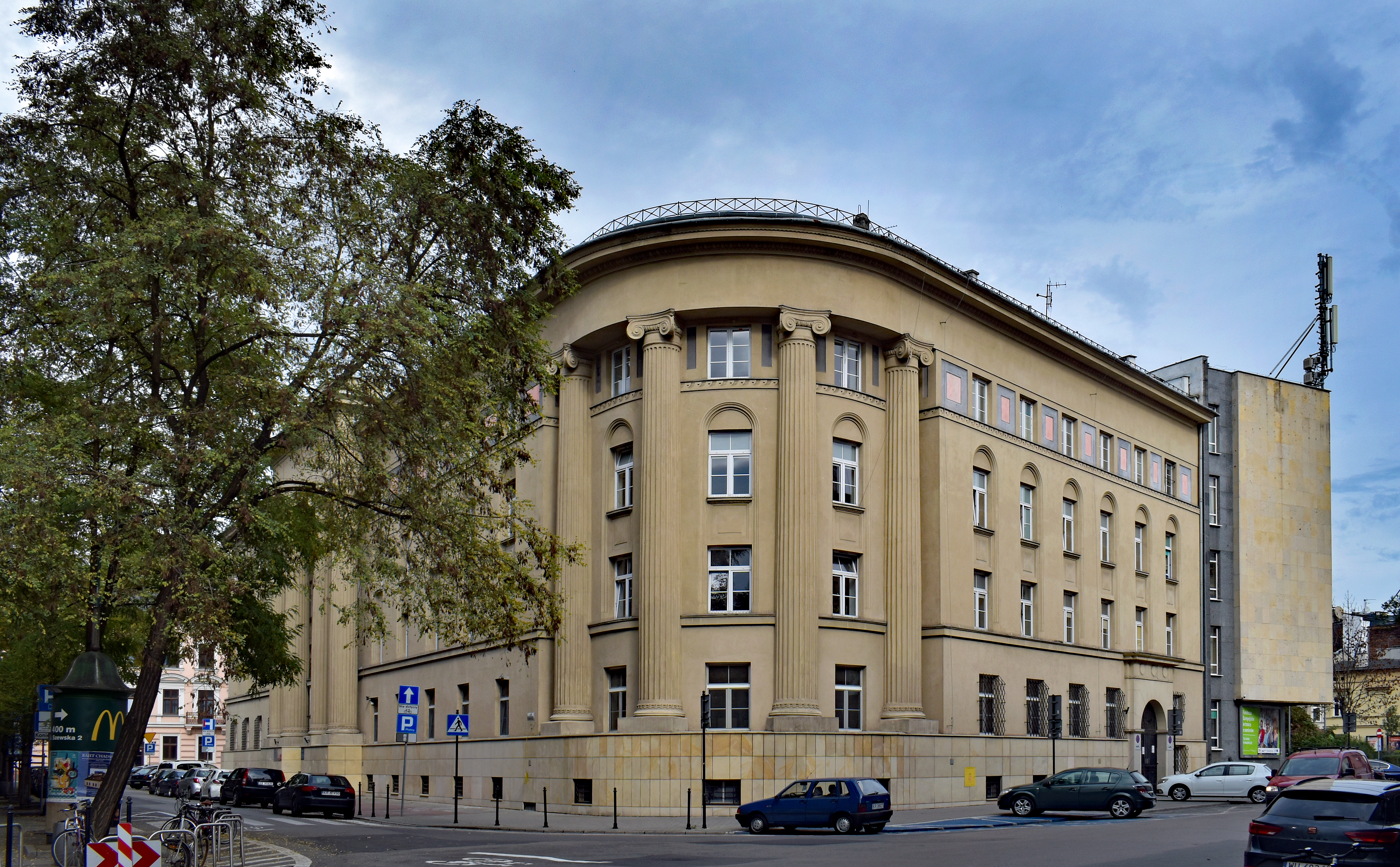
Gmach Izby Skarbowej (obecnie Szpital im. J. Dietla) Kraków ul. Krupnicza 27 (ul. Skarbowa 1), 1921
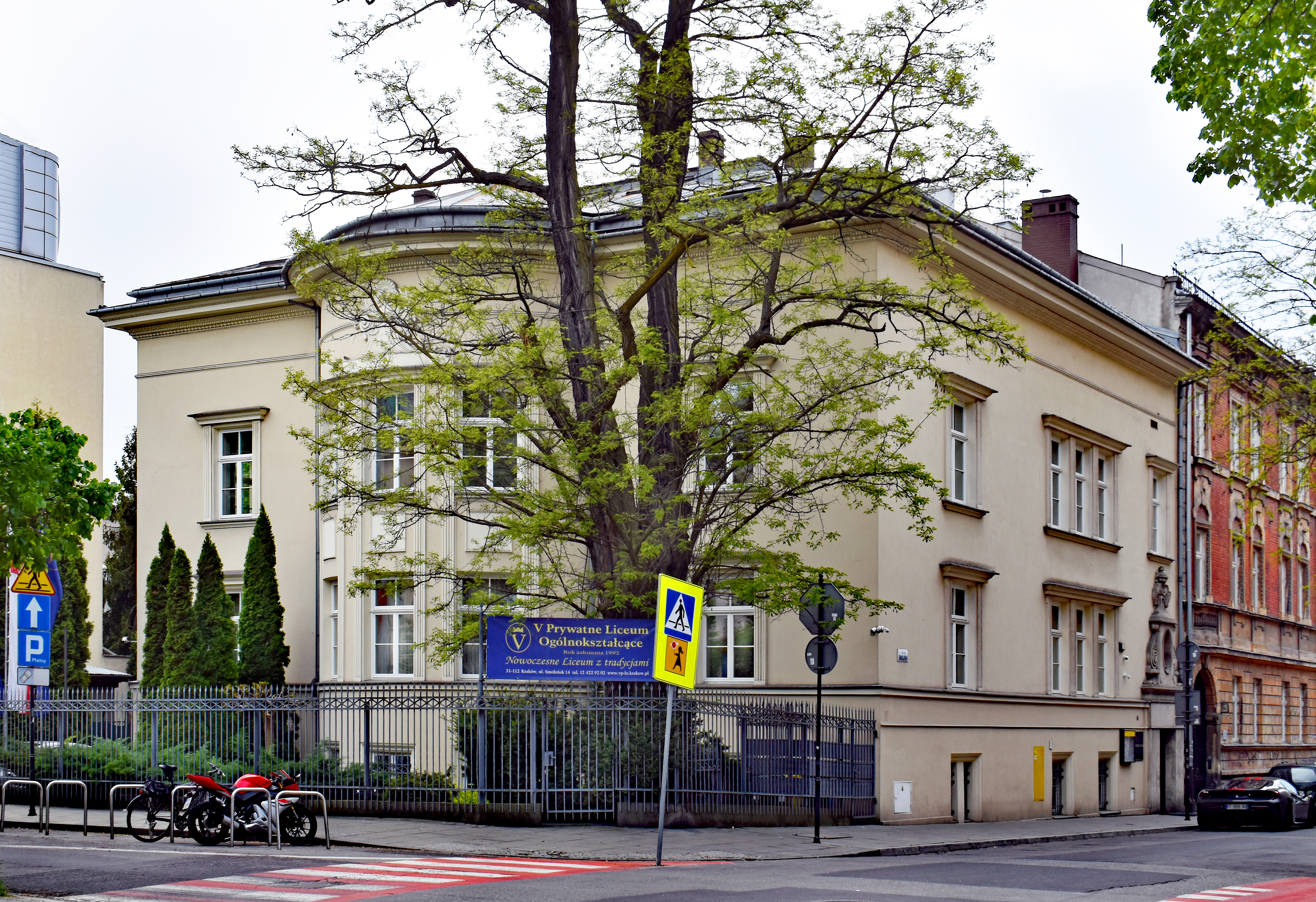
Willa Anatola Lewkowicza Kraków ul. Smoleńsk 14, 1922
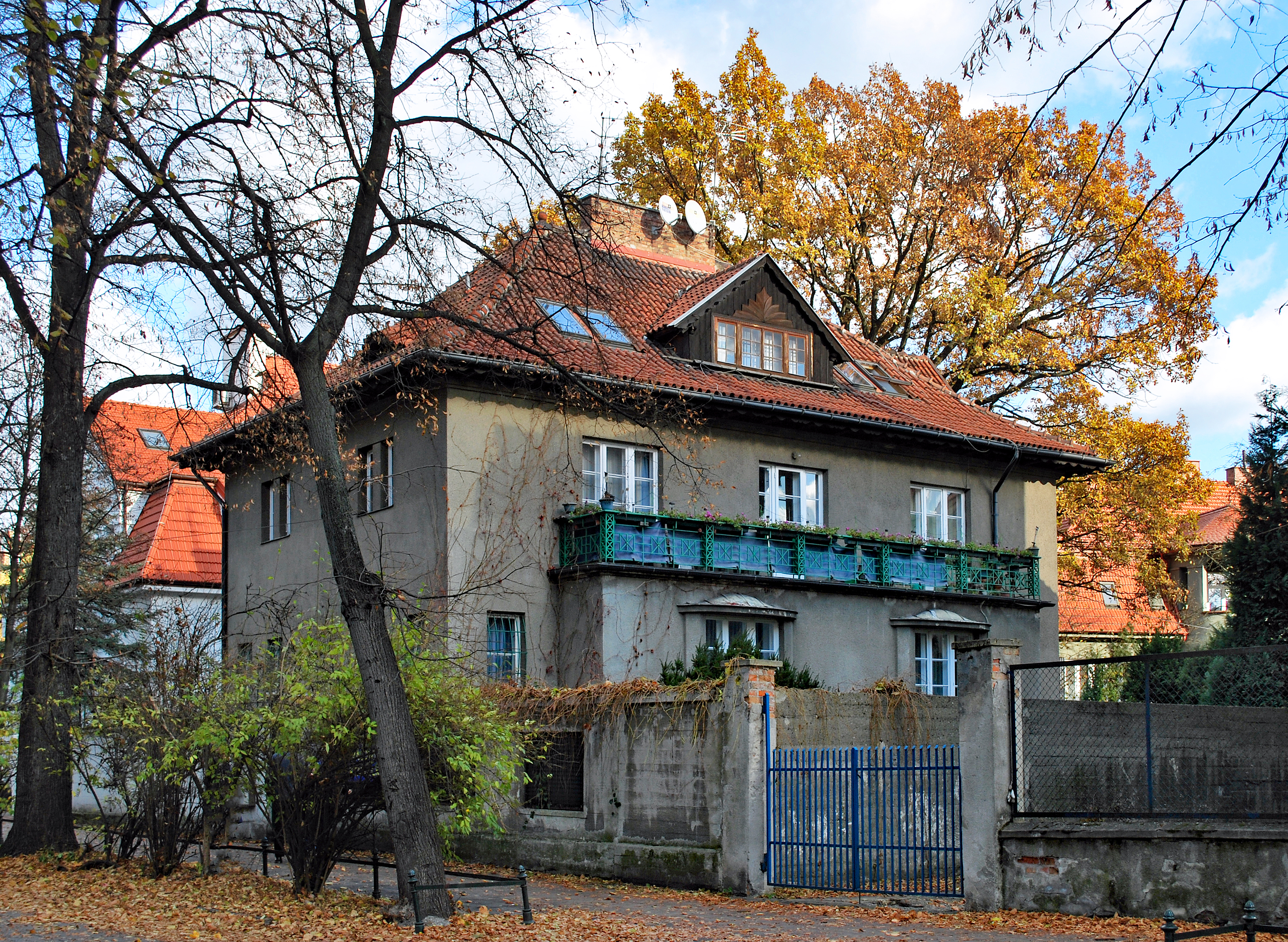
Willa własna Krzyżanowskiego Kraków ul. Sienkiewicza 25, 1924
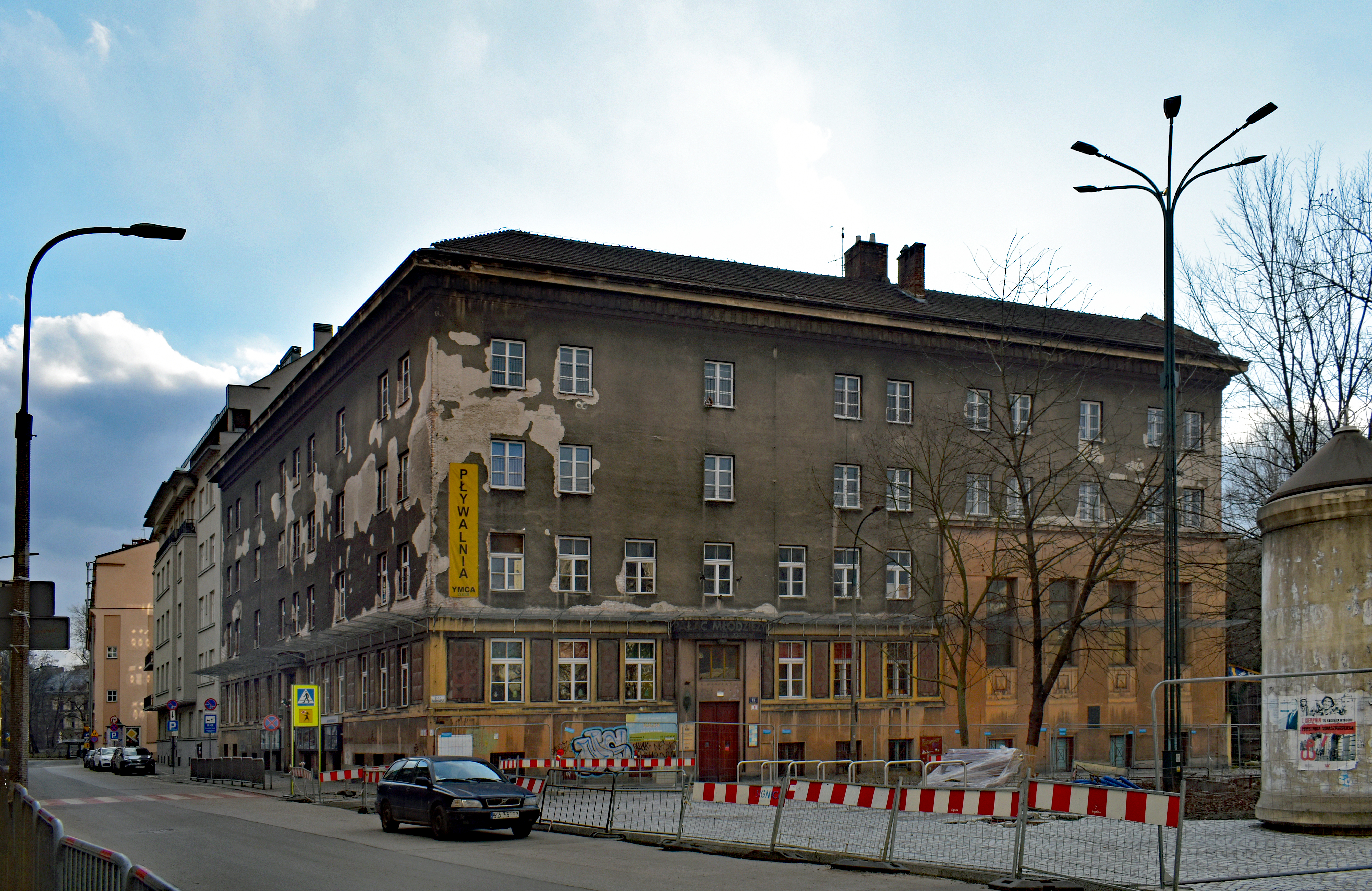
Gmach YMCA Kraków ul. Krowoderska 8, 1926
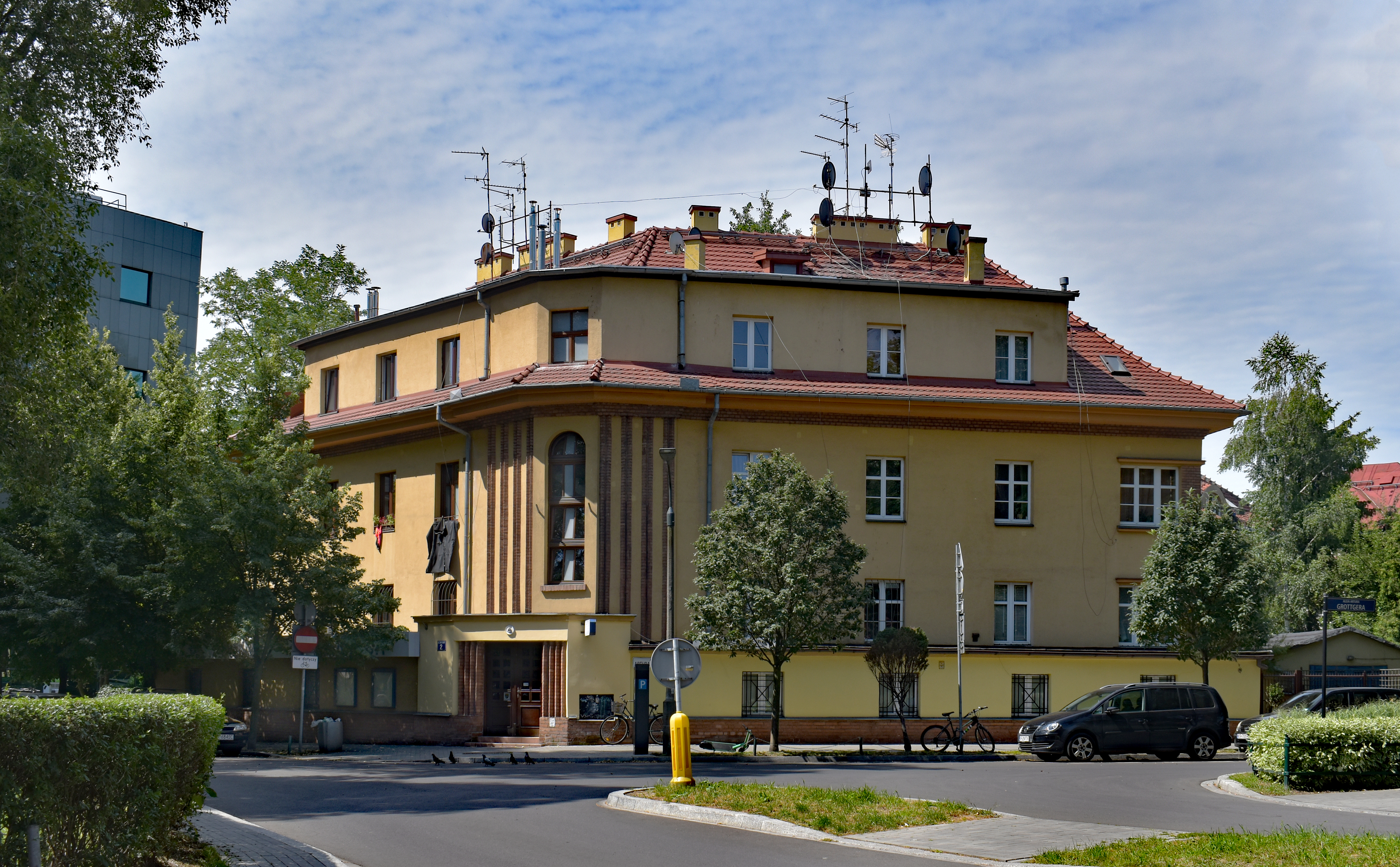
Kamienica Kraków al. Grottgera 2 (ul. Kościelna 1), 1927
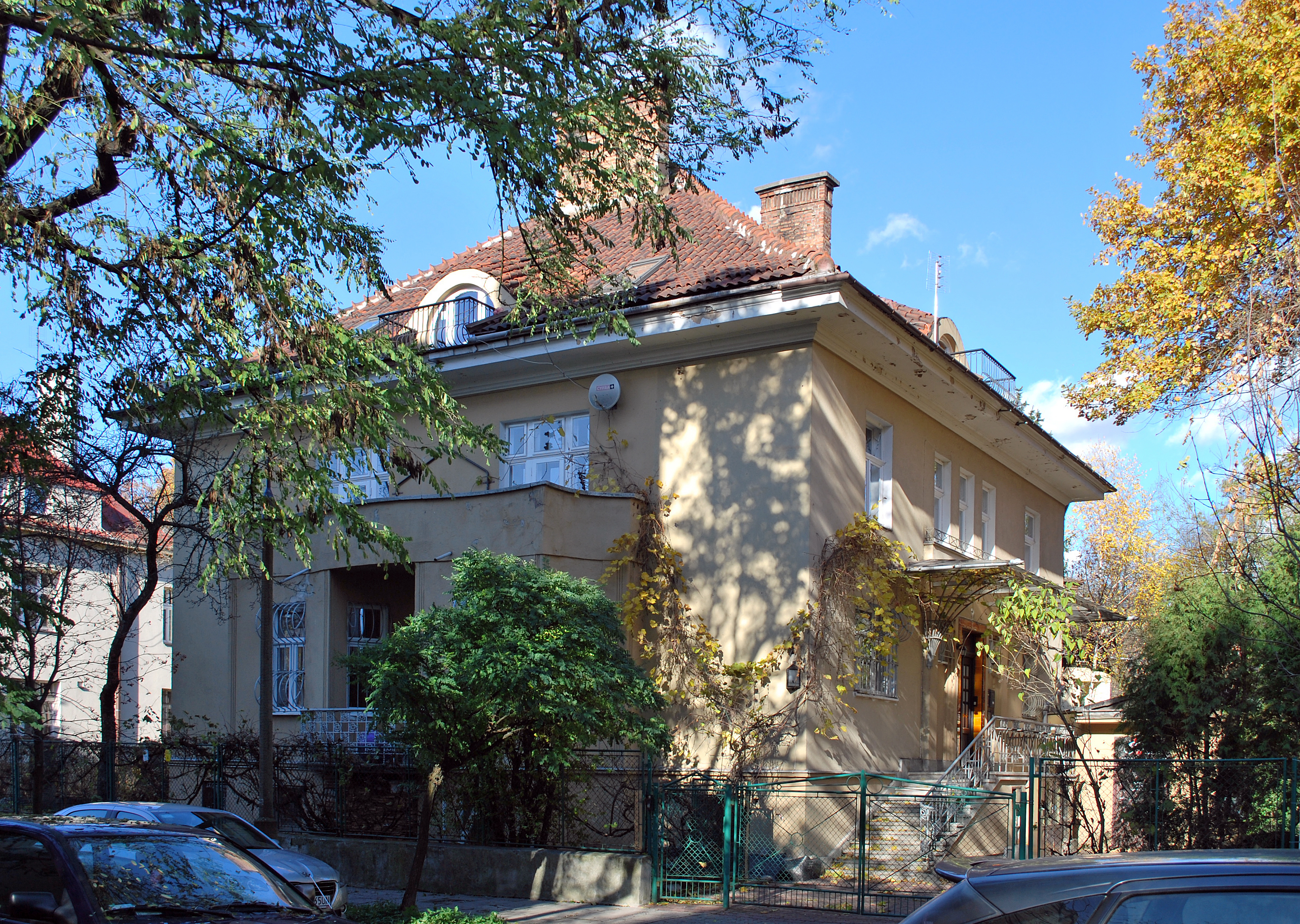
Willa Kronenbergów Kraków ul. Kościelna 3, 1928
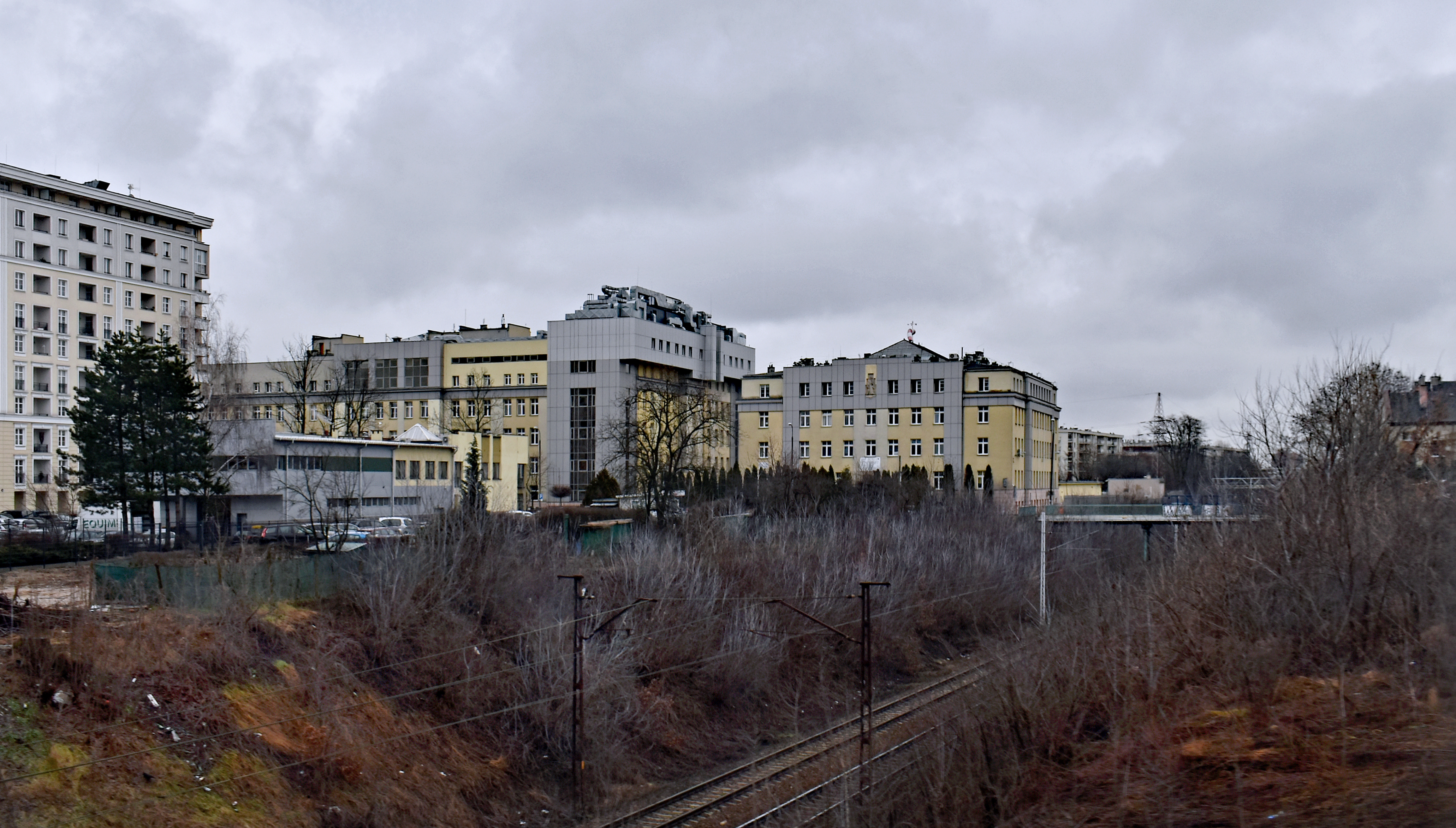
Szpital Miejski im. G. Narutowicza Kraków ul. Prądnicka 35–37, 1930
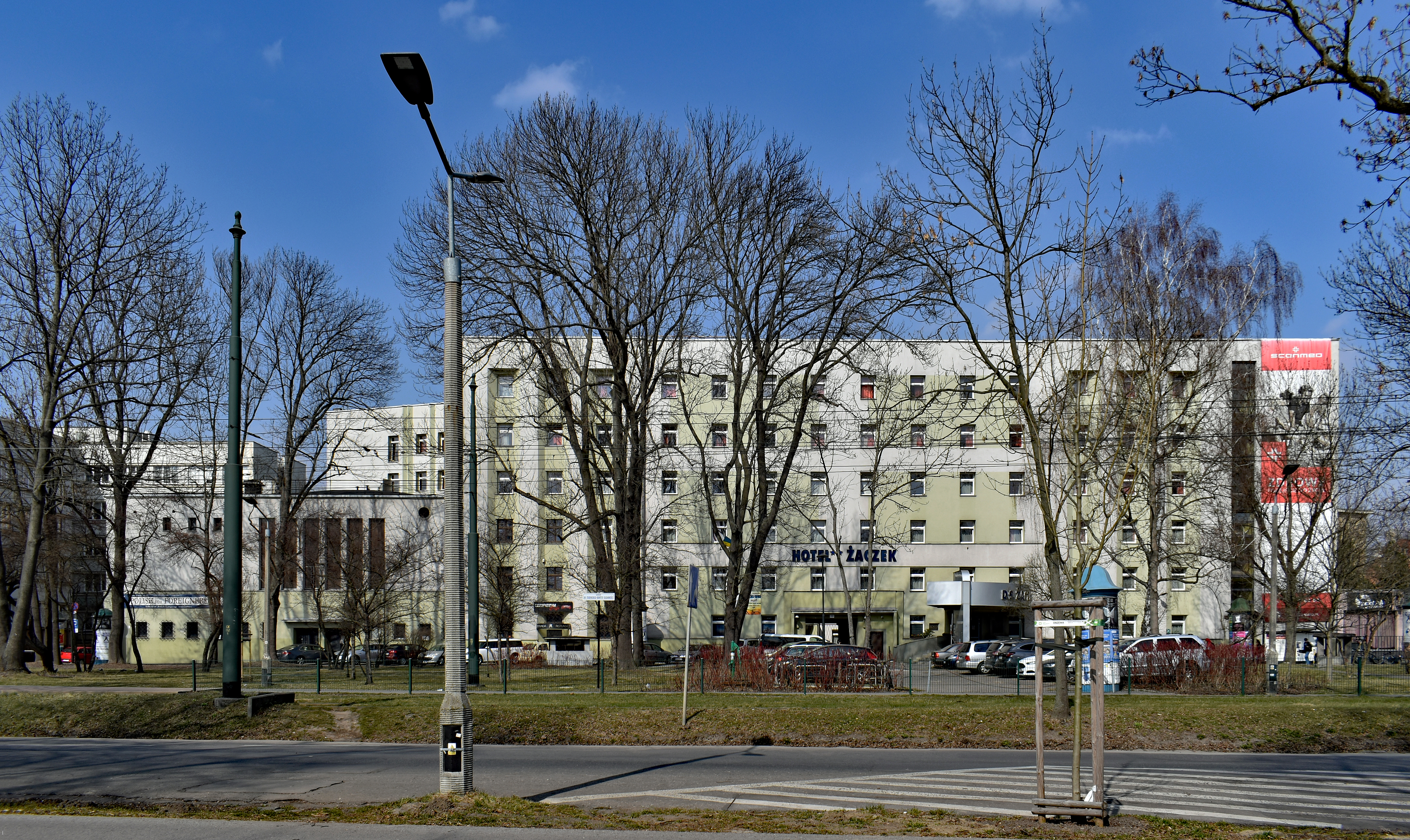
Dom Akademicki im. I. Mościckiego (obecnie Hotel „Żaczek”) Kraków ul. Oleandry 1, 1930
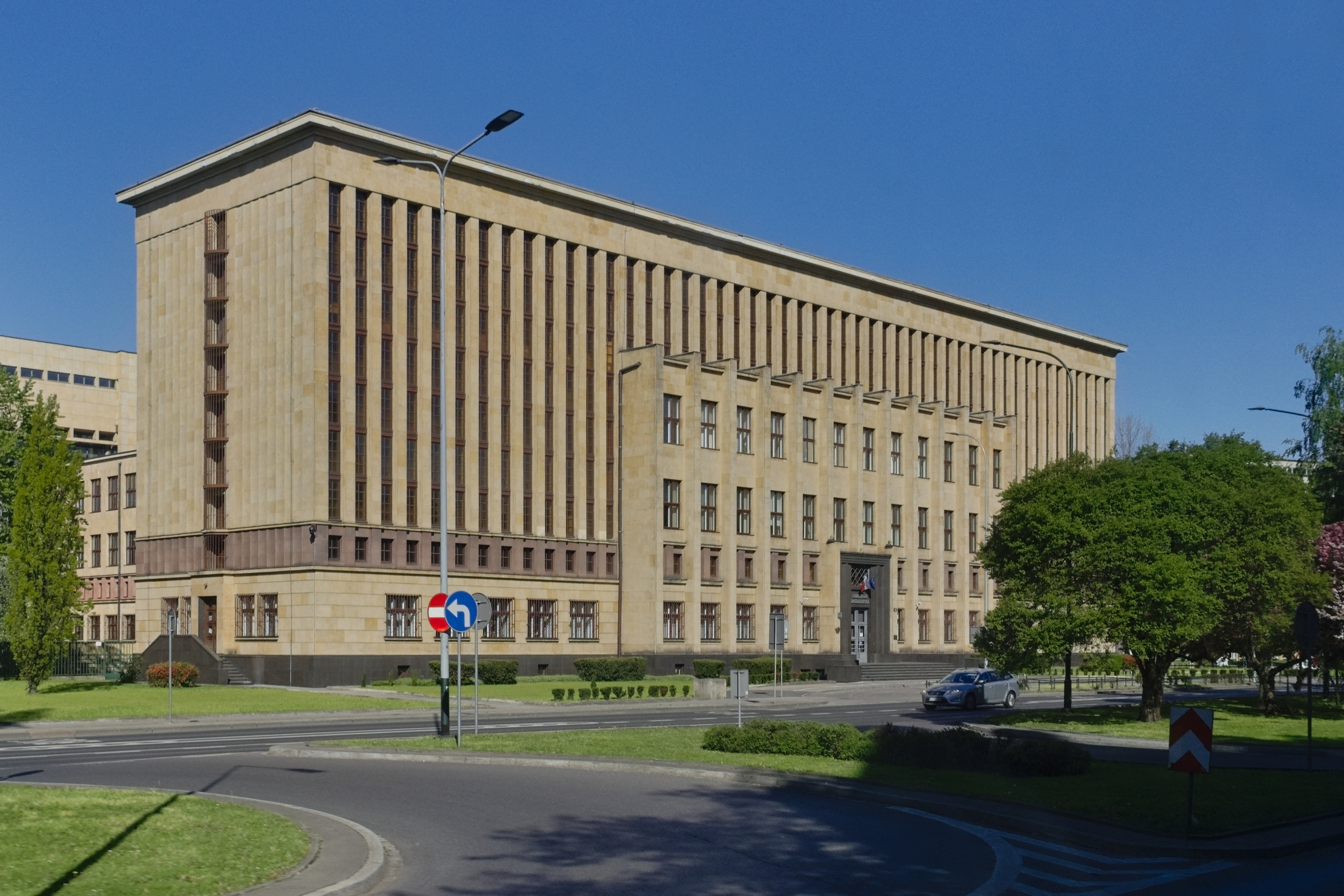
Budynek Biblioteki Jagiellońskiej (stary) Kraków al. Mickiewicza 22, 1931
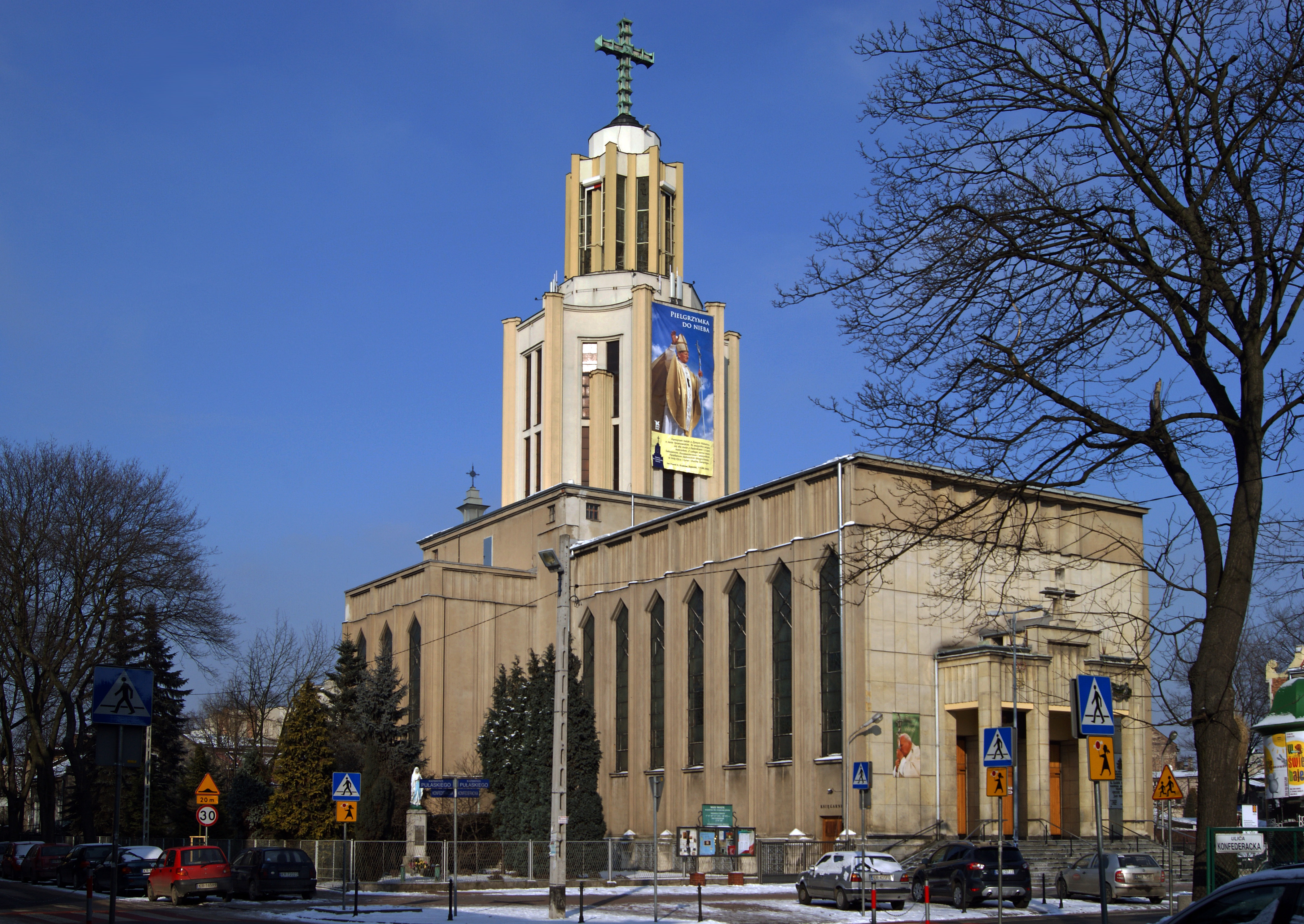
Kościół św. Stanisława Kostki Kraków ul. Konfederacka 6, 1932
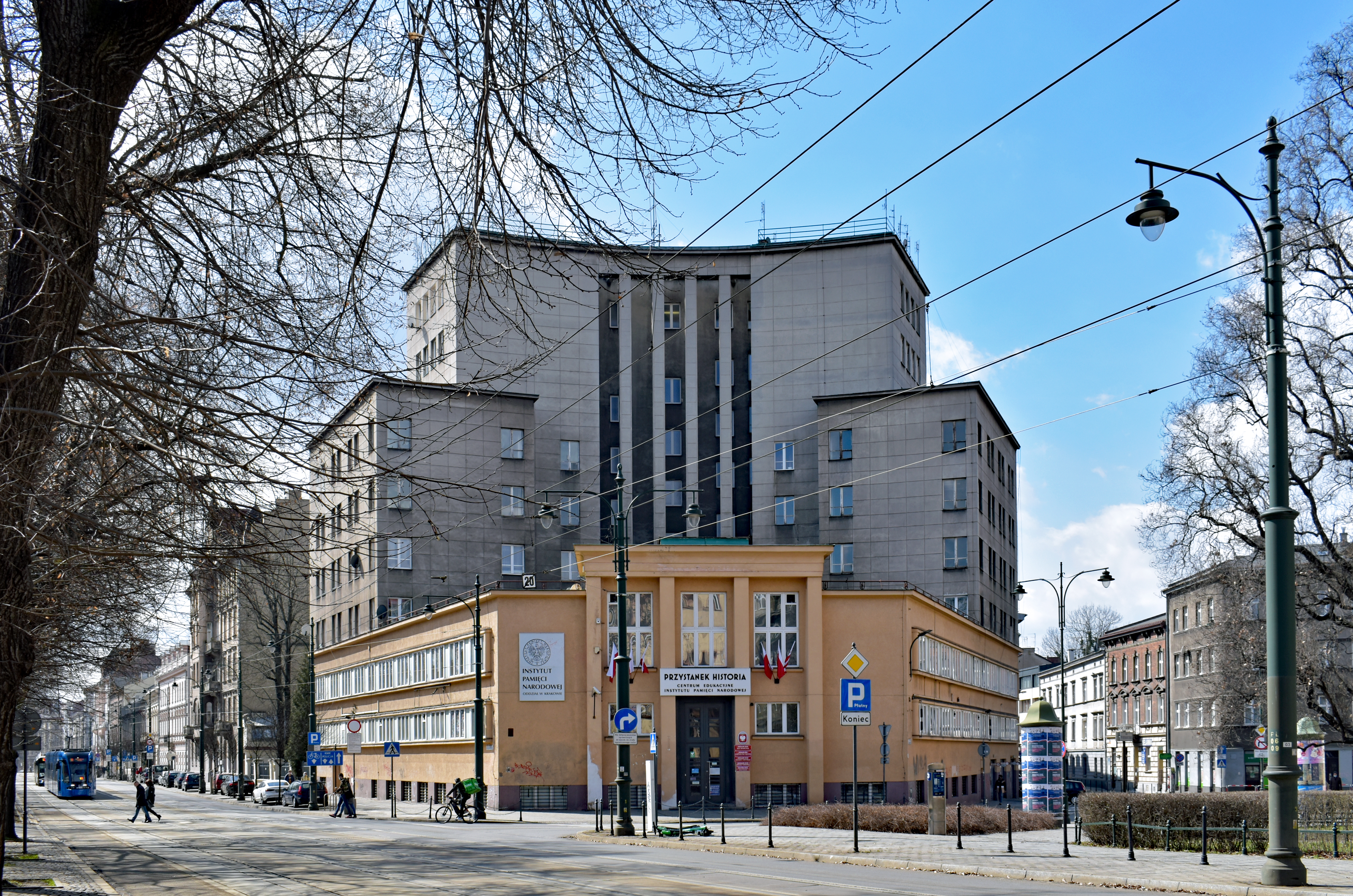
Budynek dawnego Banku Rolnego. Kraków  ul. Dunajewskiego 8, 1938
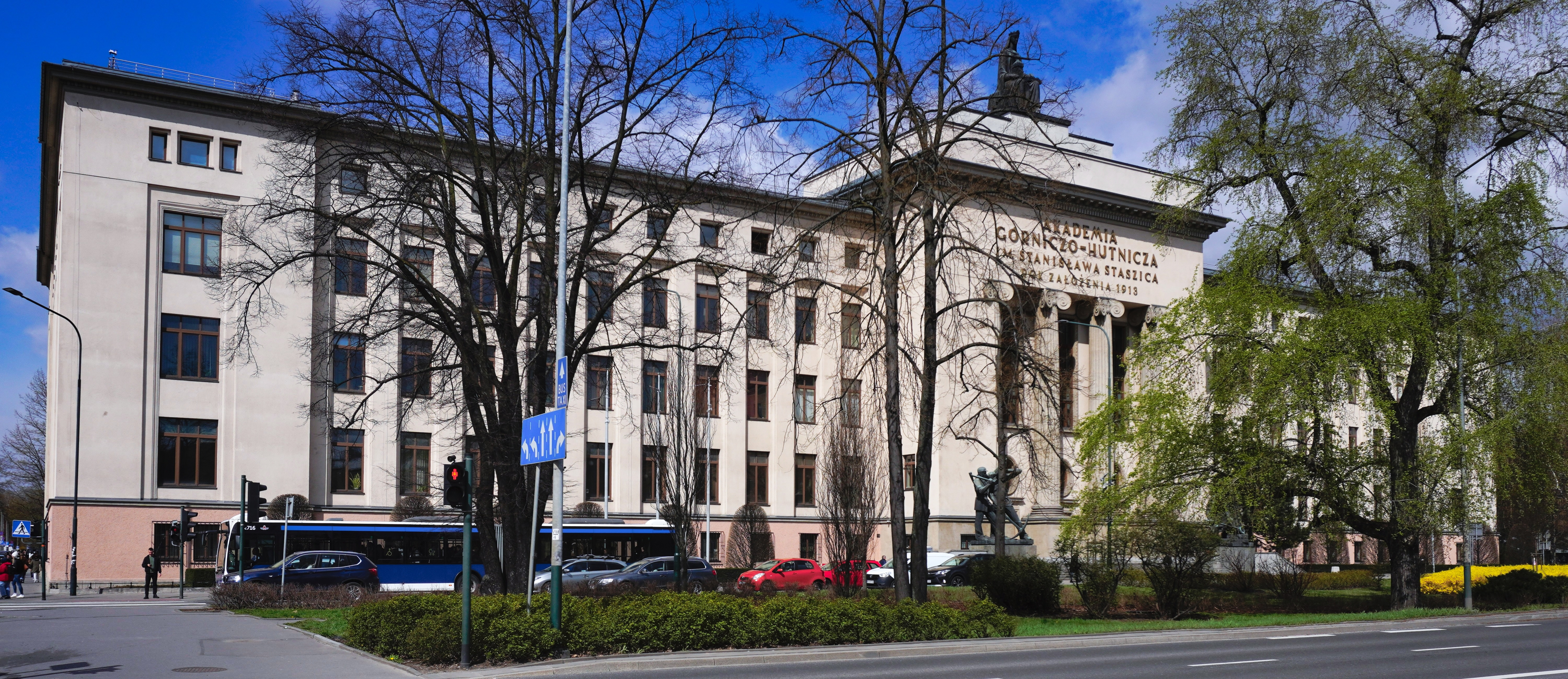
Gmach główny AGH (budynek A-0). Kraków,  al. Adama Mickiewicza 30, 1921–1936
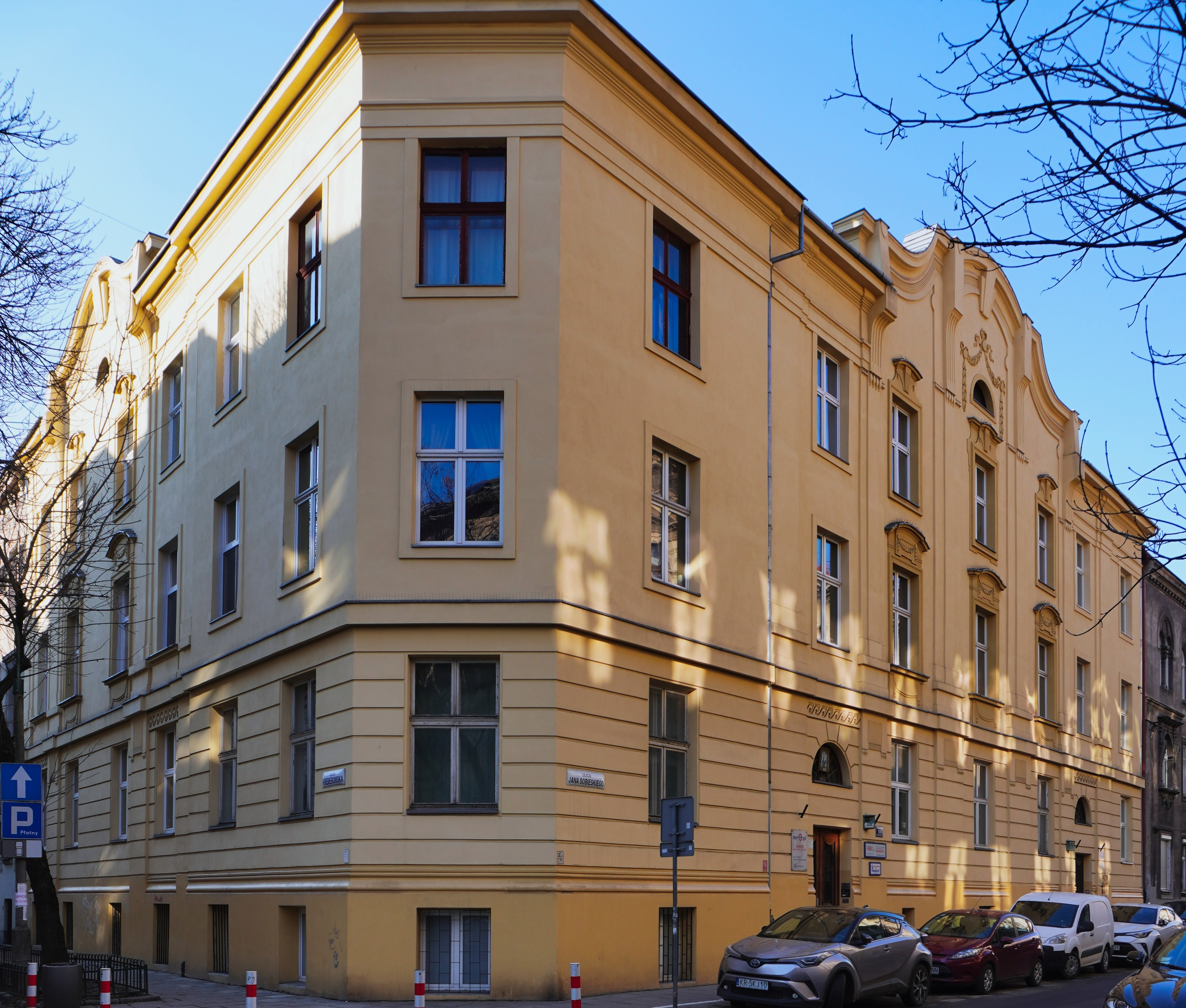
Kamienica. Kraków, ul. Sobieskiego 10, 1907
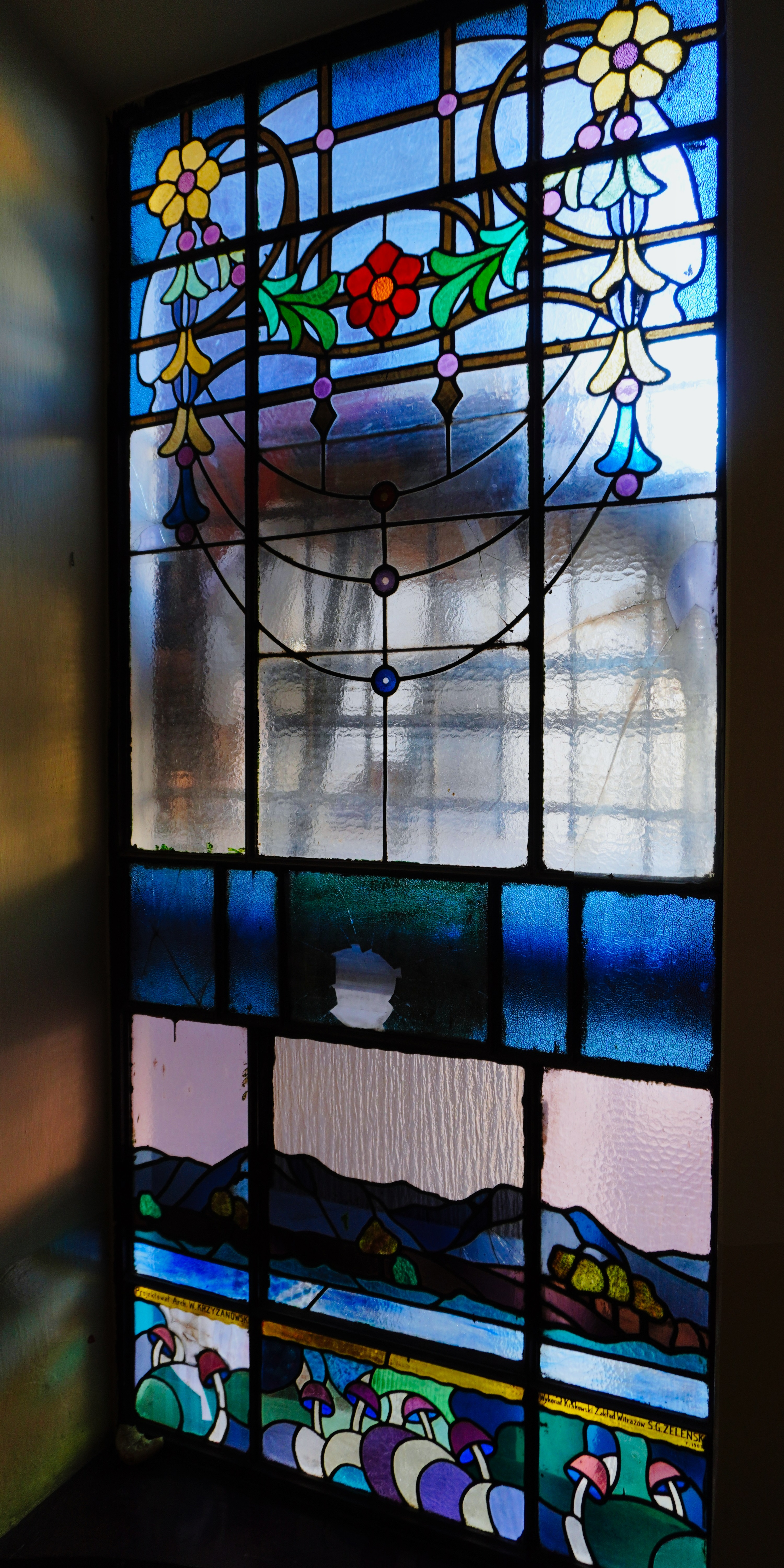
Witraż w kamienicy przy ul. Sobieskiego 10, 1907